# Közös nyilatkozat a megigazulástanról

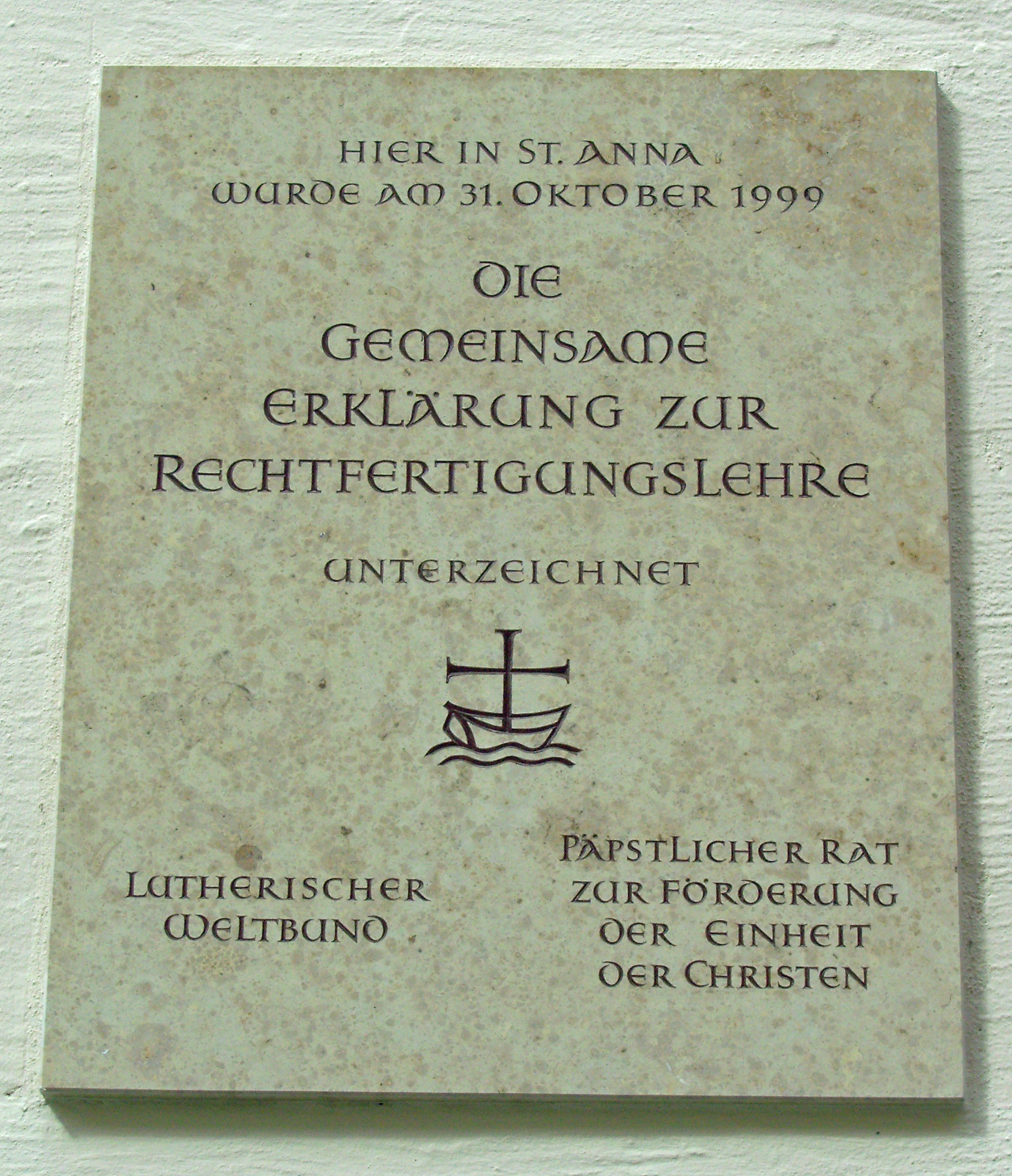
Emléktábla az aláírás helyszínén, az augsburgi Szent Anna-templom falán

A Közös nyilatkozat a megigazulástanról a római katolikus egyház és a Lutheránus Világszövetség képviselői által hosszú ökumenikus egyeztetés eredményeképp 1999-ben elfogadott dokumentum, mely a reformáció gyökerét képező konfliktus feloldásának igényével született, a megigazulásról.
Az egyházak elismerték, hogy a tridenti zsinat által a megigazulástannal kapcsolatban hozott exkommunikációs döntés nem vonatkozik az evangélikus egyházaknak a szövegben szereplő tanításaira. A konfesszionális lutheránusok – a Nemzetközi Lutheránus Tanács és a Konfesszionális Evangélikus Lutheránus Szövetség például – elutasítják a nyilatkozatot.
2006. július 18-án a Metodista Világtanács szöuli ülésének tagjai is egyhangúlag elfogadták a dokumentumot.

## Idézet
„Ha az ítéletnapon az Úr megkérdez, mit cselekedtél, ha semmi mást is, azt elmondhatom, hogy aláírtam a közös nyilatkozatot a megigazulástanról.”

– Edward Idris Cassidy bíboros

## Külső hivatkozások
- A közös nyilatkozat magyar szövege
- Evangelical Lutheran Church in America:  Joint Declaration on the Doctrine of Justification - The Lutheran World Federation and the Catholic Church
- Joint Declaration on the Doctrine of Justification
- Response of the Catholic Church to the Joint Declaration of the Catholic Church and the Lutheran World Federation on the Doctrine of Justification
- Official Common Statement by the Lutheran World Federation and the Catholic Church
- LCMS - The Joint Declaration on the Doctrine of Justification in Confessional Lutheran Perspective
- Methodist Statement on Adoption of the Declaration